# Sidokumpul (Bangilan)
Sidokumpul is een bestuurslaag in het regentschap Tuban van de provincie Oost-Java, Indonesië. Sidokumpul telt 2927 inwoners (volkstelling 2010).